# Egyptian Camel Transport Corps

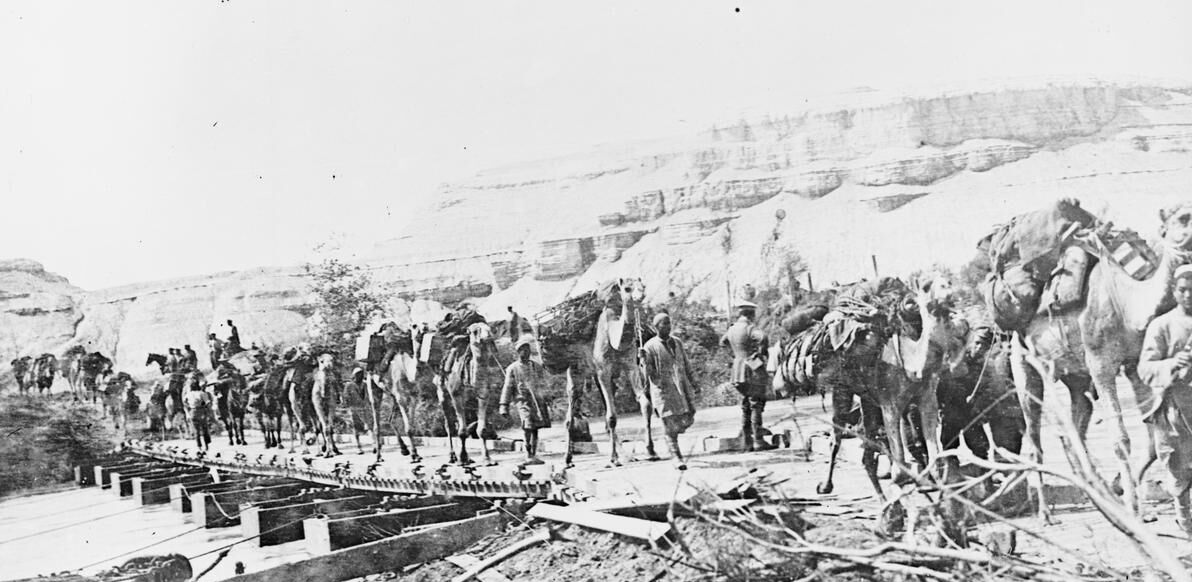
Des hommes de la CTC en marche (Amman, mars 1918).

L'Egyptian Camel Transport Corps (connu sous les noms Camel Corps, Camel Transport ou CTC) est un groupe de chameliers qui supporta l'Armée de terre britannique durant la Première Guerre mondiale, particulièrement la Campagne du Sinaï et de la Palestine. Les actions des 170 000 hommes du corps furent essentielles à la progression des Britanniques dans le désert du Sinaï, en Palestine et en Syrie. Ils transportèrent les ravitaillements dans des conditions géographiques et météorologiques parfois extrêmes. 